# Missa de beata Virgine (Josquin)

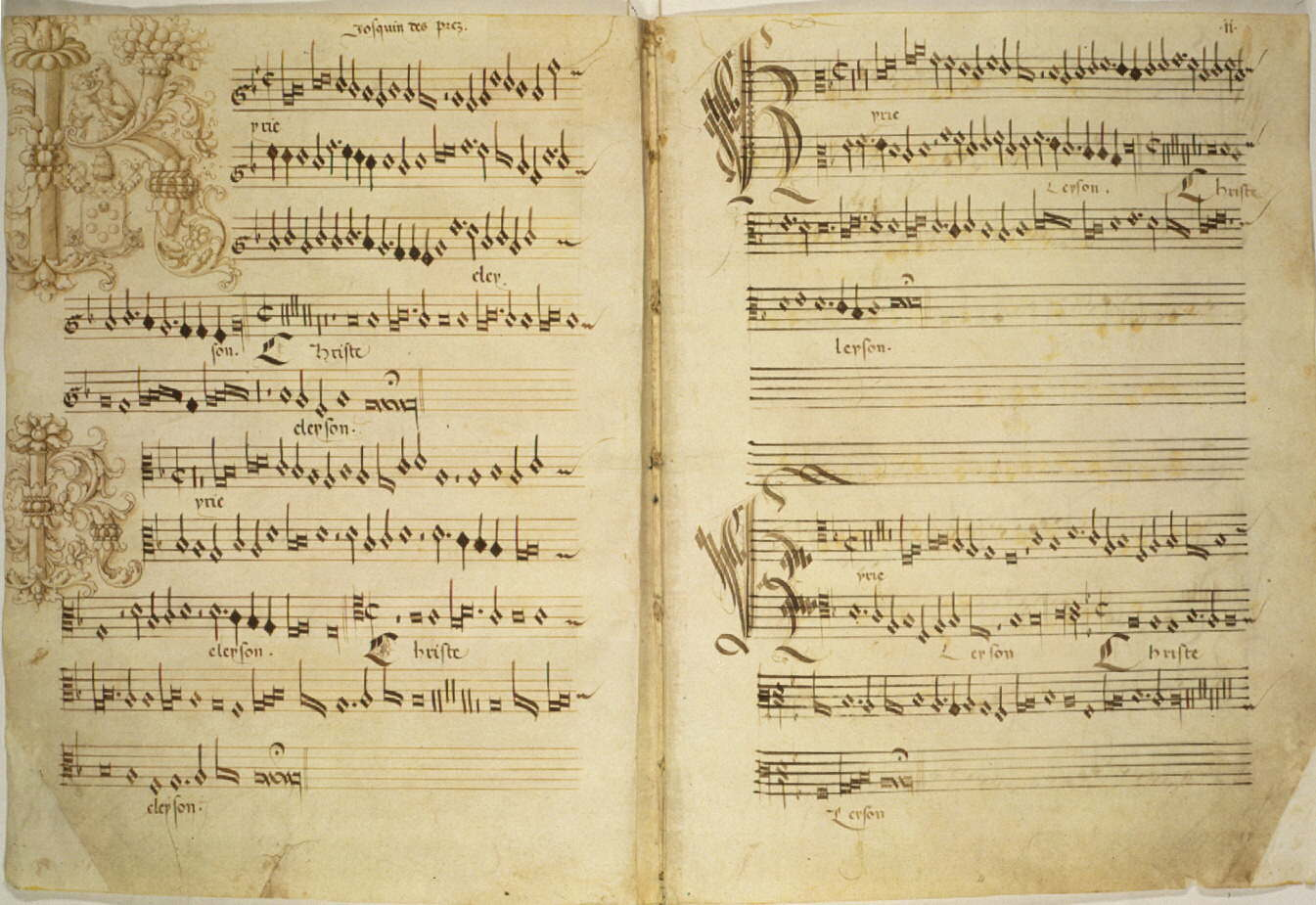
Manoscritto dedicato a papa Leone X, mostrante l'inizio del Kyrie. (Biblioteca Vaticana)

La Missa de beata Virgine è una composizione di musica sacra secondo l'ordinario della messa, realizzata dal compositore rinascimentale Josquin des Prez. Una delle messe più note del compositore, si tratta di un'opera tarda, probabilmente composta o assemblata intorno al 1510, riscoperta verso la fine del XVI secolo.

## Messa
La Missa de beata Virgine è abbastanza anomala fra le messe di Josquin in quanto i primi due movimenti sono scritti per quattro voci e gli ultimi tre per cinque, con la quinta derivata canonicamente.  Così come la maggior parte delle composizioni secondo l'ordinario della messa, è in cinque parti o movimenti:
1. Kyrie
2. Gloria
3. Credo
4. Sanctus
5. Agnus Dei

Essa impiega diversi temi di canto gregoriano per ogni movimento, ed è composta nello stile della messa parafrasi, nel quale i canti originari vengono elaborati, passati fra le varie voci, o cantati in diverse voci simultaneamente. La messa è una delle quattro di Josquin basata su canzoni, e probabilmente la sua penultima (le altre sono Missa Gaudeamus, un lavoro relativamente giovanile, la Missa Ave maris stella e la  Missa Pange lingua; tutte, in un certo modo, a glorificazione della Vergine Maria). Tutti i canti della Missa de Beata Virgine sono un omaggio alla Vergine Maria, e l'intero lavoro è una messa alla Madonna, messa votiva del sabato, genere popolare intorno al 1500. Dal momento che la musica dei primi due movimenti - il Gloria e il Credo - è apparsa in modo indipendente su fonti vaticane, che circolavano nel 1503 o prima, si è presunto che la messa sia stata poi assemblata da pezzi sciolti e che, molto probabilmente, le parti a cinque voci siano state composte intorno al 1510. La prima apparizione della messa completa avvenne nel libro di messe di Joaquin del 1514 di Ottaviano Petrucci, il suo terzo, ma si è ipotizzato anche che lo stesso Petrucci potrebbe averla assemblata da una serie di pezzi esistenti. Molto probabilmente Josquin prese il Gloria e il Credo, che aveva già scritto, e poi scrisse un Kyrie conforme al Gloria e aggiunse un Sanctus e un Agnus in accordo con il Credo, data la coerenza modale fra i primi due movimenti e poi gli ultimi tre.
La Missa de beata Virgine fu una delle ultime tre messe di Josquin, assieme alla Missa sine nomine ed alla Missa Pange lingua. Essa fu probabilmente la terzultima e la  Missa Pange lingua l'ultima. Distinguere le ultime messe e il suo tardo stile in generale è una semplificazione: Josquin si lascia alle spalle l'elaborato artificio contrappuntistico evidente nelle messe del periodo precedente, come ad esempio nella Missa l'homme armé  e ha scritto musica con la quale far emergere il significato del testo, ed averlo compreso, era più importante di qualsiasi virtuosismo.
I movimenti differiscono nel loro trattamento del canto piano di origine. Il Kyrie ha il canto in tutte le voci, imitativamente parafrasato, il Gloria considera il canto come cantus firmus, migrandolo da voce a voce. Timbricamente, entrambi i movimenti terminano in Sol, e la maggior parte di loro sono in cadenze Sol o Re. Il Credo, il primo movimento a cinque voci, si conclude con una sorprendente cadenza frigia in Mi e si avvale di tecniche canoniche di maggior rispetto che nei movimenti precedenti. Il suono complessivo è più scuro e ricorda la musica di Johannes Ockeghem. Il Sanctus è insolito fra i movimenti di messa di Josquin, in cui le cinque voci cantano tutte senza soluzione di continuità: normalmente Josquin rompe la tessitura con passaggi ridotti. Eppure, la tessitura è leggera, con le voci che cantano in polifonia soltanto qualche volta. Nell'Agnus Dei conclusivo, il canto è trattato liberamente, e la struttura è simile a quella che Josquin utilizzò nelle sue canzoni. Sia il Sanctus che l'Agnus cadenzano in Do.
La popolarità di questa messa nel XVI secolo, fu dovuta alla sua tessitura sensualmente accattivante, che prefigura la musica dei compositori successivi come Cristóbal de Morales e Nicolas Gombert.